# Río Copper
El río Copper (en inglés: Copper River, que en español significa, «río Cobre») o río Ahtna (en ahtna, Ahtna) es un río de los Estados Unidos de 462 km de longitud que corre por el centro-sur de Alaska. Drena una vasta región de las montañas Wrangell y de las montañas Chugach y desagua en el golfo de Alaska. Es conocido por su amplio ecosistema del delta, así como por sus prolíficas carreras salmones silvestres, que se encuentran entre las poblaciones más apreciadas en el mundo. Es el décimo río más grande en los Estados Unidos, según el ranking de volumen de descarga promedio en su desembocadura.

## Geografía
El río Copper nace en el glaciar Copper, que se encuentra en el lado noreste del monte Wrangell, en las montañas Wrangell, dentro del parque nacional y reserva Wrangell-San Elías. Comienza fluyendo en dirección casi norte, en un valle que se encuentra en el lado este del monte Sanford, y luego gira hacia el oeste, formando el borde noroeste de las montañas Wrangell y las separa de las montañas Mentasta, al noreste. Continúa el río aguas abajo girando al sureste, a través de una amplia llanura pantanosa hasta llegar a la pequeña población de Chitina (123 hab. en 2000), donde se le une por el sureste el río Chitina (193 km). El río Copper tiene una longitud de 462 kilómetros. Tiene una pendiente media de 2,3 m/km, y drena un total de 62.000 km², un área del tamaño de Virginia Occidental. El río tiene 13 afluentes principales y corre a un promedio de 11 km/h. Tiene una anchura de más de 1,5 km en el delta del río Copper, cerca de la ciudad de Cordova (2.327 habitantes según las estimaciones del año 2005). Aguas abajo de su confluencia con el Chitina fluye hacia el suroeste, pasando por una estrecha brecha tapizada de glaciares en las montañas Chugach, al este del pico Cordova. Hay una extensa área de dunas de arena entre el Copper y el río Bremner. Tanto el glaciar Miles como el glaciar del Niño acaban directamente en el río. Una carretera corre desde Cordova hasta el curso bajo del río Copper, cerca del glaciar del Niño, terminando en el reconstruido "Puente del millón de dólares" ("Million Dollar Bridge"), que atraviesa el río. El río Copper desagua en el golfo de Alaska aproximadamente a unos 80 km al sureste de la localidad de Cordova.

## Historia
El nombre del río proviene de la abundancia de depósitos de cobre a lo largo del curso superior, que fueron utilizados por los nativos alaskeños y luego, más tarde, por los colonos del Imperio Ruso y los Estados Unidos. La extracción de los recursos de cobre fue difícil por las dificultades de navegación en la desembocadura del río. La construcción del Ferrocarril del Noroeste y del Río Cobre (Copper River and Northwestern Railway) desde Cordova a través del valle superior del río, en 1908-11, permitió la extracción generalizada de los recursos minerales, en particular desde la mina Kennecott , descubierta en 1898. La mina fue abandonada en 1938 y ahora es una atracción turística como ciudad fantasma. El Tok Cut-Off sigue el valle del río en el lado norte de las montañas Chugach.

## Fauna
El famoso salmón del río lo remonta para desovar en él en una cantidad de más de 2 millones de ejemplares cada año. Los extensos recorridos han causado numerosas variedades únicas. La temporada comercial del salmón de río es corta: el salmón chinook (rey) está disponibles desde mediados de mayo hasta mediados de junio; el salmón sockeye (rojo), de mediados de mayo hasta mediados de agosto; y el salmón coho (plateado), de mediados de agosto hasta finales de septiembre. La pesca deportiva, de uso personal y de subsistencia del el salmón están abiertas desde mediados de mayo a octubre. Las pesquerías son co-gestionadas por el departamento de Caza y Pesca de Alaska (Alaska Department of Fish and Game) y el USDA Forest Service Federal Subsistence Board. Los datos de gestión se obtienen principalmente por ADF&G en la estación de sonar del lago Miles Sonar y en las estaciones de investigación del pueblo nativo de los eyak en el cañón Baird/arroyo Canyon.
El delta del río Copper, que se extiende unos 2800 km², es considerado el más grande de los humedales contiguos a lo largo de la costa de Pacífico de América del Norte. Es utilizado anualmente por 16 millones de aves playeras, incluyendo toda la población del mundo del correlimos de Alaska. También se encuentra la mayor población mundial de anidamiento del cisne trompetero y es el único sitio conocido de anidación del oscuro ganso de Canadá. Hace más de 20.000 años, el área ahora drenada por el gran río Copper era un lago enorme, que abarcaba unos 5.200 km².

## Galería de imágenes

Vista panorámica en Glennallen.
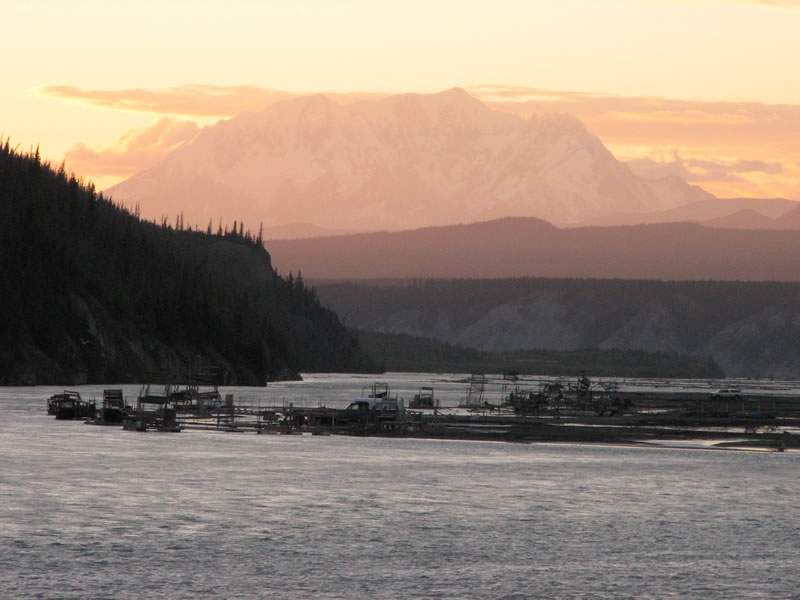
El río, cerca del puente de Chitina.
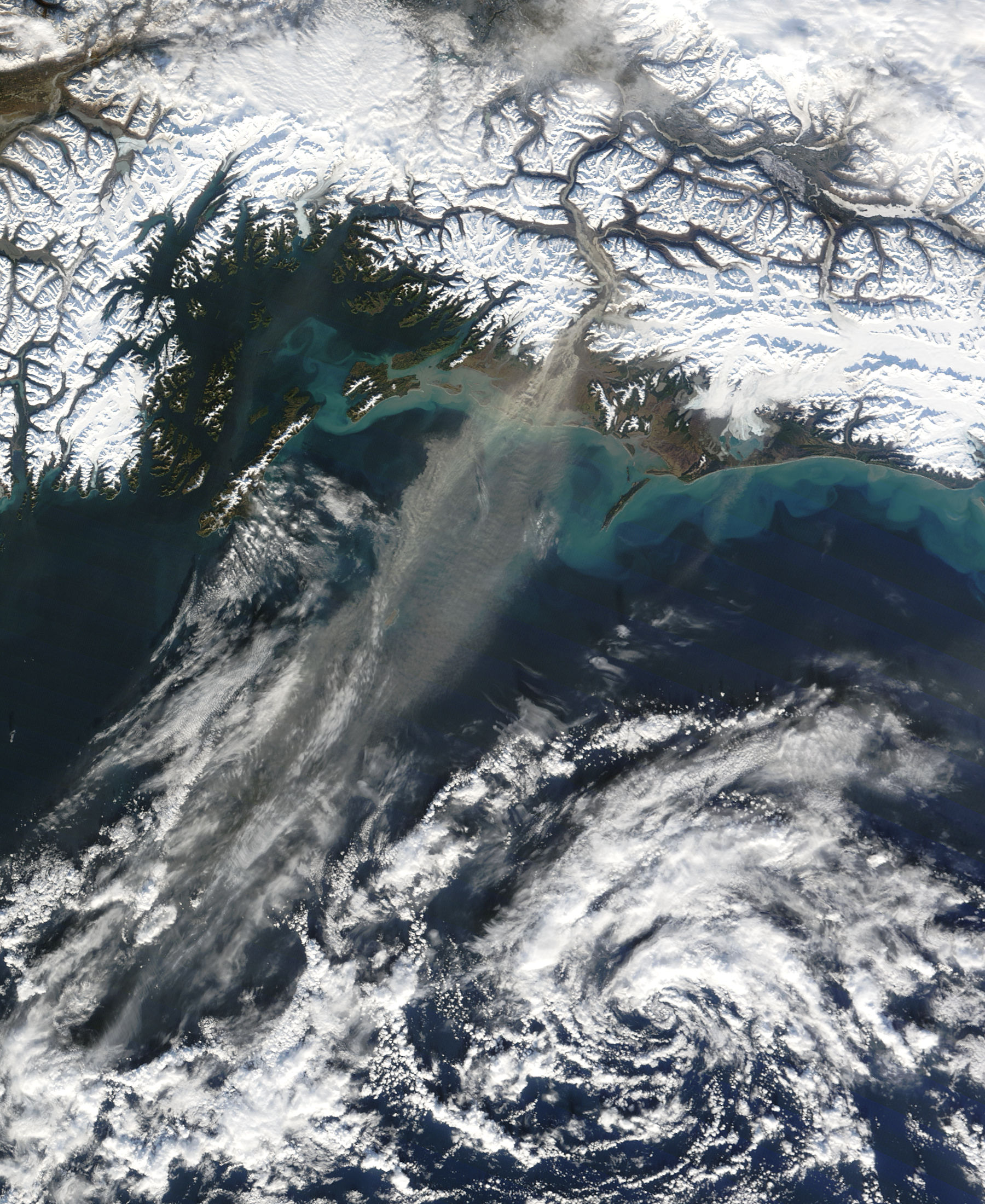
Vista de satélite en la que se ve cómo el viento recoge sedimentos finos de la orilla del río y los acarrea sobre el océano.
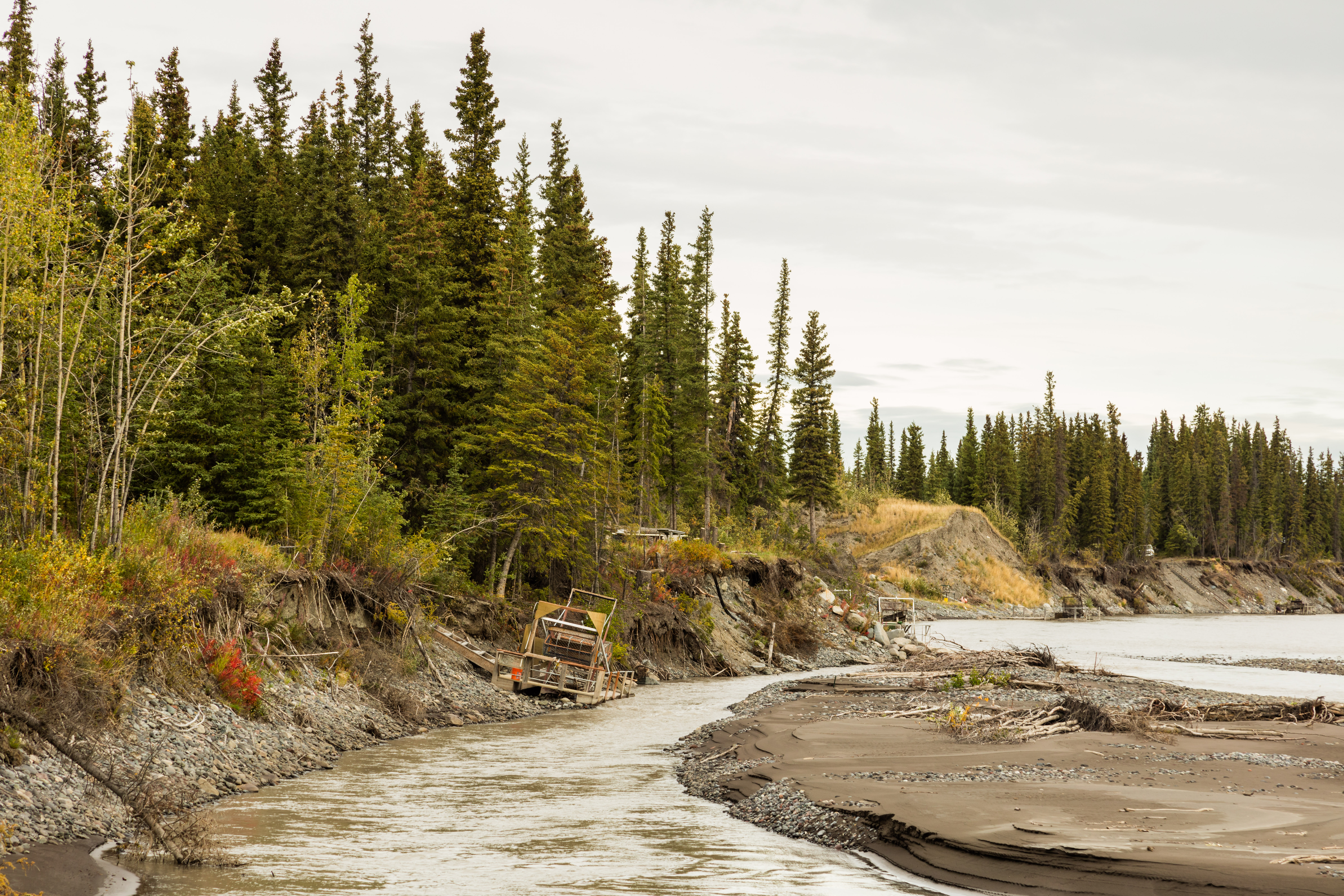
Vista del río con máquinas para la pesca del salmón.
Vista de una de las curvas del río.

## Otras lecturas
- Brabets, T.P. (1997). Geomorphology of the lower Copper River, Alaska [U.S. Geological Survey Professional Paper 1581]. Washington, D.C.: U.S. Department of the Interior, U.S. Geological Survey.